# 爱沙尼亚军团
爱沙尼亚军团是第二次世界大战中武装党卫队特别机动部队（SS-Verfugungstruppe）的战斗支援部队中的一支部队，主要由爱沙尼亚士兵组成。

## 创建
1942年8月28日，德国在爱沙尼亚的占领当局宣布将要组建一支爱沙尼亚人部队，10月1日，该部队正式成立。党卫队親衛隊上級領袖Franz Augsberger被提名成为爱沙尼亚军团的指挥官，之后又成为了党卫军第三爱沙尼亚志愿旅的指挥官。到了1942年10月13日，爱沙尼亚军团已征召到了500名志愿者。1943年春，又有来自警察部队的人员进入该军团，军团人数达到了1280人。

## 部队

### 纳尔瓦营
纳尔瓦营由爱沙尼亚军团中最先在登比察完成训练的800人组成。1943年4月，纳尔瓦营被派往乌克兰，加入了党卫军维京师（親衛隊第5師）。被他们所替换的是因政治原因被召回芬兰的芬兰志愿营。
纳尔瓦营在红军对乌克兰Izjum的攻势中成为了重点攻击对象。纳尔瓦营进入战斗时人数为800，最后只剩下了三分之一的人还有战斗力。而红军一方则遭受了更严重的损失，有超过7000人死伤，还损失了一百多辆坦克。
之后，纳尔瓦营还参加了科爾遜-契爾卡塞攻勢，并从被称作“地狱之门”（The Hell’s Gate）的逃脱路径成功撤退。纳尔瓦营几乎是在没有掩护的情况下冒着苏军的猛烈火力撤退的。在这场惨败中，纳尔瓦营几乎丢失了所有装备，但大部分兵员都逃出了包围圈。

### 党卫军第三爱沙尼亚志愿旅
1943年3月，为征召更多士兵，德国在爱沙尼亚的占领当局开始进行强制征兵，所有出生于1919-1924年之间的爱沙尼亚男子都要加入爱沙尼亚军团。因此，最终有5300人被征召进了爱沙尼亚军团，还有6800人被征召进了德国国防军的辅助部队。入伍的新兵组成了第二爱沙尼亚团，1943年5月5日，党卫军爱沙尼亚志愿旅成立。
1943年10月，德国人又颁布了另一道征兵令，这次的征兵年龄段是1925-1926年间出生的男子。之后，为逃脱强制征兵，大约有5000名爱沙尼亚人逃到了芬兰。这些人中的一大部分都志愿加入了芬蘭國防軍，并组成了第200芬兰步兵团。被德国人征召的新兵进入了党卫军爱沙尼亚志愿旅，1944年10月22日，该旅更名为党卫军第三爱沙尼亚志愿旅。

### 党卫军第20掷弹兵师（爱沙尼亚第一）
到了1944年1月，德军在东线上的形势愈发恶化，德国人再次于1944年2月1日对爱沙尼亚人展开征兵。爱沙尼亚共和国时任首相（Juri Uluots，也是最后一任）抱着令祖国重获独立的希望，表达了对征兵的支持。因此，在这次征兵中大约有38000人入伍，爱沙尼亚军团的各部队以及芬兰国防军第200步兵团都返回了爱沙尼亚并加入了党卫军第20掷弹兵师（爱沙尼亚第一）。